# Гоце Дивлев
Гоце Петров Дивлев е български комунист, деец на Българската комунистическа партия и Вътрешната македонска революционна организация (обединена).

## Биография
Дивлев е роден в 1907 година в серското село Равна, което тогава е в Османската империя, днес Исома, Гърция. Син е на кмета на Долна Равна Петре.
В 1913 година след като селото попада в Гърция, семейството на Дивлев емигрира в България и се установява в Петрич, където Дивлев завършва прогимназия. Работи като надничар в лесничейството и акцизното управление. Завършва Педагогическото училище в Неврокоп и се връща да работи като учител в Петрич. Става член на БКП и е избран за член на Петричския градски комитет на партията. Властите го принуждават да напусне града и Дивлев става учител в Митино и в Елешница. В 1930 година става председател на областния комитет на ВМРО (обединена). Организира мъжки хор, като средствата от концерти дарява за нова читалищна сграда в Петрич. В 1939 година е засегнат от Закона за защита на държавата и уволнен. Умира в 1939 година от туберкулоза в Александровската болница в София.